# 筒井竹雄
筒井 竹雄（つつい たけお、1902年〈明治35年〉5月20日 - 1968年〈昭和43年〉9月15日）は、日本の朝鮮総督府官僚、陸上自衛官。初代陸上幕僚長。

## 経歴
和歌山県出身。筒井熊吉の長男として生まれる。和歌山中学、第五高等学校を経て、東京帝国大学に入学。1925年（大正14年）11月、高等試験行政科試験に合格。1927年（昭和2年）3月、東京帝国大学法学部政治学科を卒業。
1927年（昭和2年）4月、拓務省に入省し、朝鮮総督府属となり内務局に配属。以後、専売局属、咸鏡南道地方課長、京畿道学務課長、咸鏡北道警察部長、警務局図書課長、内務局地方課長などを歴任し、終戦時は黄海道知事であった。たまたま京城に出張中であったが、総督府からソ連軍の情報を得て急遽、任地に戻った。戻ればソ連に捕まるとの周囲からの引き留めに対し、「部下や民衆をそのままにできない」として決然と任地に戻り結局ソ連に捕まりシベリアに連行された。
シベリア抑留を経て1950年（昭和25年）4月に帰国。同年12月、警察予備隊に入隊。第4管区総監当時の1951年（昭和26年）10月、ルース台風の発生に際して日本初の災害派遣を行なった。帰宅しようとしていたところ普通科第11連隊の副連隊長達に捕まり直訴を受け、総隊総監部を通じて意見具申を行ない、出動が決まった。
1954年（昭和29年）7月の陸上自衛隊発足に際し、初代陸上幕僚長に就任。草創期は世論が冷たく隊員は肩身の狭い思いもしたが、徳をもって隊員をよくまとめた。陸幕長を3年余り務め、1957年（昭和32年）8月に退官。
第五高、東大では野球部の投手として活躍し、自衛隊でも軟式野球大会で活躍した。

## 年譜
- 1927年（昭和2年）4月：朝鮮総督府属任官
- 1945年（昭和20年）
  - 5月：朝鮮・黄海道知事に任命される。
  - 8月：終戦にともない赤軍が進駐し、その後、シベリアに抑留される。
- 1950年（昭和25年）
  - 12月1日：警察監に任命[3]
  - 12月29日：第4管区総監（現在の第4師団長）に就任
- 1953年（昭和28年）12月22日：第1管区総監（現在の第1師団長）に就任
- 1954年（昭和29年）7月1日：初代 陸上幕僚長に就任
- 1957年（昭和32年）8月2日：退官
- 1968年（昭和43年）9月15日：死去。叙・従三位[4]、勲二等瑞宝章が追贈された[5]

## 栄典
- 勲二等瑞宝章 - 1968年（昭和43年）9月15日